# Jewell Junction, Iowa
Jewell Junction là một thành phố thuộc quận Hamilton, tiểu bang Iowa, Hoa Kỳ. Năm 2010, dân số của thành phố này là 1215 người.

## Dân số
Dân số qua các năm:
- Năm 2000: 1239 người.
- Năm 2010: 1215 người.